# Krasnoarmejsk (Oblast' di Mosca)
Krasnoarmejsk è una cittadina della Russia europea centrale (oblast' di Mosca), situata 51 km a nordest della capitale sul versante sudorientale delle alture di Mosca; dipende amministrativamente direttamente dall'oblast' di Mosca.
La data ufficiale di fondazione è l'anno 1928, quando prese il nome di Krasnoflotskij (che significa, all'incirca, della flotta rossa) in omaggio alla Marina Militare sovietica; un anno dopo l'insediamento venne ribattezzato Krasnoarmejsk (da krasnaja armija, Armata Rossa) e, nel 1947, ottenne status di città. L'attuale città sorge sul sito del preesistente villaggio di Muromcevo (Муромцево), attestato fin dal XVI secolo.

## Società

### Evoluzione demografica
Fonte: mojgorod.ru
- 1959: 18.800
- 1979: 26.000
- 1989: 27.500
- 2002: 26.051
- 2007: 25.800